# Erlind Zeraliu

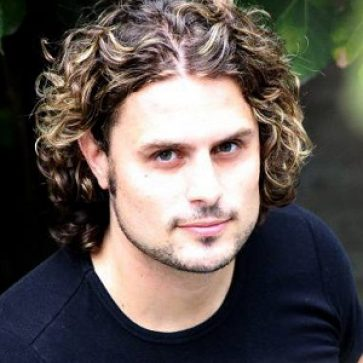
Erlind Zeraliu tenore

Erlind Zeraliu (Tirana, 13 giugno 1981) è un tenore albanese.

## Biografia
Nato in una famiglia intellettuale, il padre Ylber Zeraliu (1950-2005) laureato in lingue straniere, era un noto traduttore ed interprete albanese il quale svolse la maggior parte del suo lavoro presso "Kinostudio Shqiperia e Re", e la madre Shpresa ha una lunga carriera presso l'Agenzia Nazionale Telagrafica Albanese (ATSH). Fin dai primi anni dell'infanzia Erlind ha rivelato talento per la musica e fu proprio la sorella Suela che lo spinse a frequentare il liceo artistico "Jordan Misja" a Tirana (anni 1996-2000), indirizzo belcanto.
Nel 2004 si laurea in canto presso l'Accademia delle Belle Arti a Tirana, dove studia nella classe del famoso artista Gaqo Çako. In questo periodo lavora come solista nel coro della Cattedrale "San Paolo" di Tirana e nel coro "Pax Dei". Oltre allo stile classico Erlind esplora diversi generi musicali come la musica leggera (partecipando a Festival importanti) ed il musical come in Kiss me Kate, Die Dreigroschenoper, Moulin Rouge. Dal 2004 è solista presso il Teatro Nazionale dell'Opera di Tirana, dove ha interpretato un vasto repertorio di ruoli importanti.

## Repertorio
| Anno                 | Opera                    | Autore                  | Ruolo                                         |
| -------------------- | ------------------------ | ----------------------- | --------------------------------------------- |
| Giugno 2003          | Madama Butterfly         | Giacomo Puccini         | Principe Yamadori                             |
| Novembre 2003        | La traviata              | Giuseppe Verdi          | Gastone, Giuseppe                             |
| Gennaio 2004         | Didone ed Enea           | Henry Purcell           | Enea, principe troiano (ruolo principale)     |
| Luglio 2004          | West Side Story          | Leonard Bernstein       | Action                                        |
| Novembre 2004        | Die Dreigroschenoper     | Kurt Weill              | Macheath (ruolo principale), Ausrufer         |
| Aprile 2005          | Turandot                 | Giacomo Puccini         | Pang                                          |
| Marzo 2006           | Nje jete me stuhi        | Dhora Leka              | Petrit Kapedani (ruolo principale), Nazmi Beu |
| Giugno, luglio 2006  | Il Flauto Magico         | Wolfgang Amadeus Mozart | Monostatos                                    |
| Luglio 2006          | Scanderbeg               | François Francoeur      | Lo Scita                                      |
| Ottobre 2006         | Tosca                    | Giacomo Puccini         | Spoletta, Sciarrone                           |
| Novembre 2006        | Un ballo in maschera'    | Giuseppe Verdi          | il Giudice; Servo di Amelia                   |
| Aprile 2007          | Carmen                   | Georges Bizet           | El Dancario                                   |
| Giugno, luglio 2007  | Aida                     | Giuseppe Verdi          | Il Messaggero                                 |
| Ottobre 2007         | Fidelio                  | Beethoven               | Jaquino                                       |
| Ottobre 2007         | Baciami Kate             | Cole Porter             | Petrucchio (ruolo principale)                 |
| Dicembre 2007        | Die Fledermaus           | Johann Strauss          | Eisenstein (ruolo principale), Frank          |
| Aprile 2008          | Il trovatore             | Giuseppe Verdi          | Ruiz, Un Messo                                |
| Aprile, maggio 2008  | Moulin Rouge (Musical)   |                         | Christian (ruolo principale)                  |
| Ottobre 2008         | Lucia di Lammermoor      | Gaetano Donizetti       | Normanno                                      |
| Novembre 2008        | Carmina Burana           | Carl Orff               | Solista principale                            |
| Dicembre 2008        | Il Trittico              | Giacomo Puccini         | Gerardo (G.Schicchi), Il Tinca (Il Tabarro)   |
| Aprile 2009          | Andrea Chénier           | Umberto Giordano        | L'Incredibile                                 |
| ottobre 2009         | Porgy and Bess (Musical) | George Gershwin         | Mingo                                         |
| Novembre 2009        | Salomè                   | Richard Strauss         | Juda 3, Nazarener 2                           |
| Febbraio 2010        | Manon Lescaut            | Giacomo Puccini         | Edmondo, Maestro di ballo, il Lampionaio      |
| Aprile 2010          | La vita è sogno          | David Tukiçi            | Re Basilio                                    |
| Giugno 2010          | Anna Bolena              | Gaetano Donizetti       | Sir.Hervey                                    |
| Ottobre 2010         | I racconti di Hoffmann   | Jacques Offenbach       | Spalanzani                                    |
| Novembre 2010        | Otello                   | Giuseppe Verdi          | Rodrigo                                       |
| Dicembre 2010        | La vedova allegra        | Franz Lehár             | Danilo Danilovich (ruolo principale)          |
| Febbraio 2011        | Borana                   | Avni Mula               | Bash Murgjini; Turku                          |
| Aprile 2011          | Werther                  | Jules Massenet          | Shmidt                                        |
| Giugno 2011          | Kaspar Hauser            | Francesco Venerucci     | Kaspar (ruolo principale) Anteprima Mondiale  |
| Febbraio, marzo 2012 | Lulja e Kujtimit         | Kristo Kono             | Niko                                          |
| Giugno 2012          | Scanderbeg               | Prenk Jakova            | Skenderbeu (ruolo principale), Moisi Golemi   |
| Novembre 2012        | Scanderbeg               | Antonio Vivaldi         | Ormondo (Vrana Konti)                         |
| Marzo 2013           | Ali Pascha Von Janina    | Albert Lortzing         | Robert                                        |
| Novembre 2013        | Tannhäuser (opera)       | Richard Wagner          | Heinrich der Schreiber                        |
| Maggio 2015          | Pagliacci                | Ruggero Leoncavallo     | Un Contadino                                  |
| Dicembre 2021        | La bohème                | Giacomo Puccini         | Sergente dei doganieri, Doganiere             |
| Dicembre 2022        | Don Pasquale             | Gaetano Donizetti       | Carlo Il Notaio                               |
| Febbraio 2023        | Karnavalet e Korçës      | Avni Mula               | Dr. Xhuvi                                     |
| Aprile 2023          | Sansone e Dalila         | Camille Saint-Saëns     | Messaggero Filisteo                           |

## Musica leggera
| Anno | Istituzione           | Titolo            | Note                                                           |
| ---- | --------------------- | ----------------- | -------------------------------------------------------------- |
| 2000 | Festivali ne RTSH     | Prag Zgjimi       | Musica: Erion Sheme, Orch.: Endri Sina, Testo: J.Papingji      |
| 2001 | Festivali i Pranveres | Bardhesi          | Musica: Erion Sheme, Orch.: Endri Sina, Testo: Armand Trebicka |
| 2001 | Festivali ne RTSH     | Kjo dashuri       | Musica: Erion Sheme, Orch.: Endri Sina, Testo: Armand Trebicka |
| 2004 | Mikrofoni i Arte      | Je vetem enderr   | Musica: Erion Sheme, Orch.: Endri Sina, Testo: Armand Trebicka |
| 2016 | Festivali ne RTSH     | Dhimbja e Gezimit | Musica: Vaso Tole, Orch.: Klodian Qafoku, Testo: Florian Zyka  |